# Ониризам
Ониризам је појава будног сневања и доживљаја различитих визија у будном стању. Психички поремећај код којег доминира измењено стање свести у којем будна особа има визије и врло упечатљиве, живе призоре објективно непостојећих ствари, бића и појава. У ониричком делиријуму, насталом услед токсина (често алкохола), код болесника се јављају дисоцијација свести, дезоријентација, халуцинације и веома живе, мучне или стравичне визије, које могу довести и до злочина. После буђења из овог стања, мешају се сновидно и реално а често се јавља амнезија.